# 柏木神社 (甲賀市)
柏木神社（かしわぎじんじゃ）は、滋賀県甲賀市水口町にある神社。旧社格は県社。

## 歴史
社伝によると、白鳳元年（673年）に日吉宮と称して大己貴命を祀ったのに始まるという。
建久元年（1190年）に源頼朝が上洛した際、鎌倉の鶴岡八幡宮の分霊を合祀して多くの神田を寄付し、若宮八幡宮、柏木若宮社と呼ばれるようになった。京の公家、飛鳥井大納言が荘園として柏木御厨を営み、その縁により子孫が神職として仕えている。柏木・伴谷地域に広がる伊勢神宮領の柏木御厨の惣社として、また柏木地域を支配した山中氏・美濃部氏・伴氏（柏木三方中）の有力な土豪の信仰を集めた。
天正8年（1580年）に織田信長の軍勢が当地を攻めた際、旧楼門は安土の摠見寺に移築され、銘木は持ち去られ、宝物、古文書、主要建物を焼失した。
寛永9年（1632年）に水口城が築かれた際、城主が当社を守護神として崇め、以後、歴代城主の祈願所となった。1871年（明治4年）に名称を柏木神社と改めている。
1876年（明治9年）に村社、1922年（大正11年）に郷社、1945年（昭和20年）に県社に列した。

## 祭神
- 主祭神 - 大己貴命
- 配祭神 - 誉田別命、川島皇子

## 境内
- 本殿 - 木造三間社流造、檜皮葺。
- 中門
- 拝殿 - 享保15年（1730年）再建。入母屋造。
- 稲荷神社
- 大行神社
- 神庫
- 楼門 - 承応3年（1654年）築。蒲生郡中山村（現・日野町中山）の金剛定寺の旧門と伝わる[2]。
- 白鳳殿
- 社務所
- 土塁と空堀
- 太鼓橋
- 境外社
  - 日枝神社

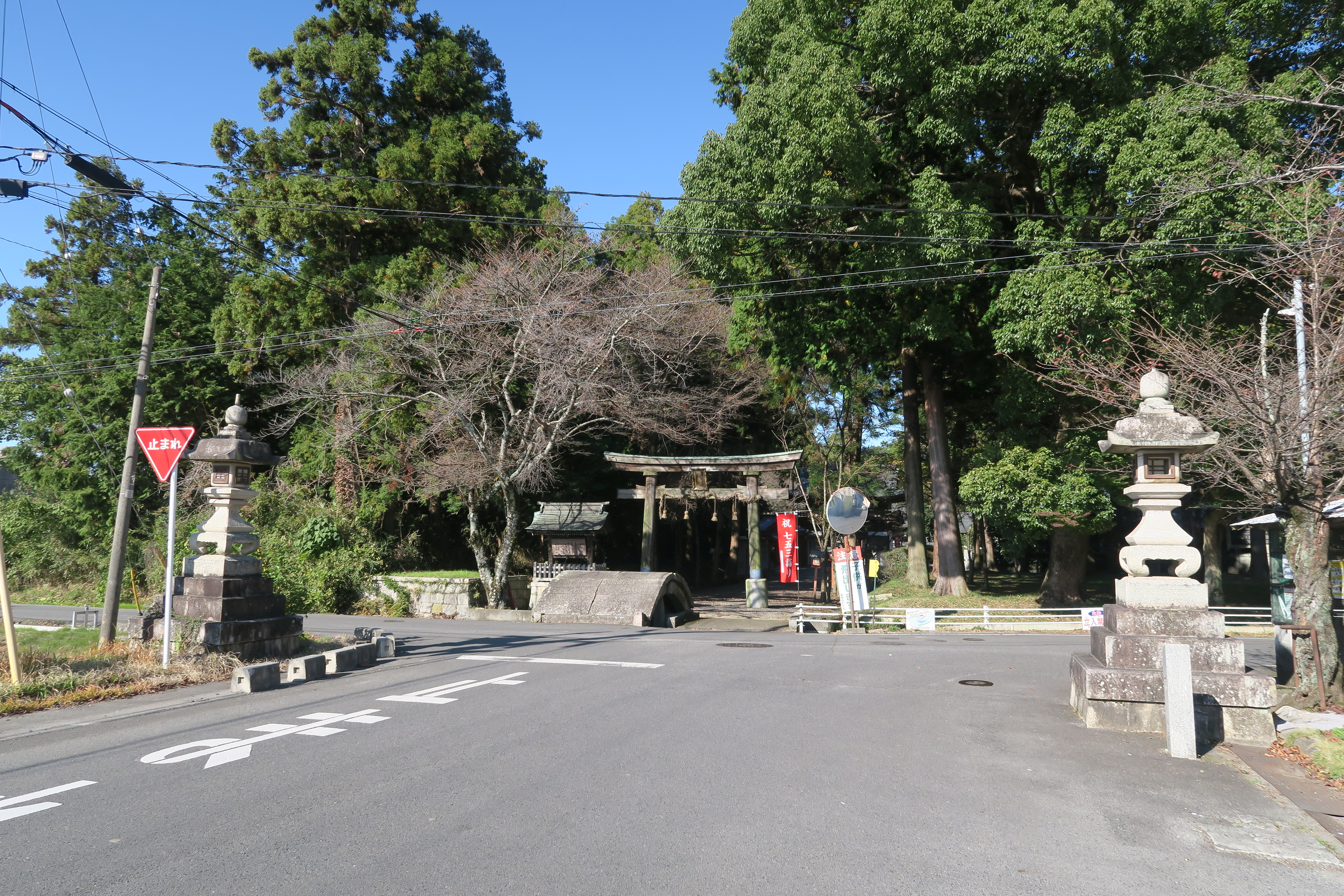
参道と鳥居
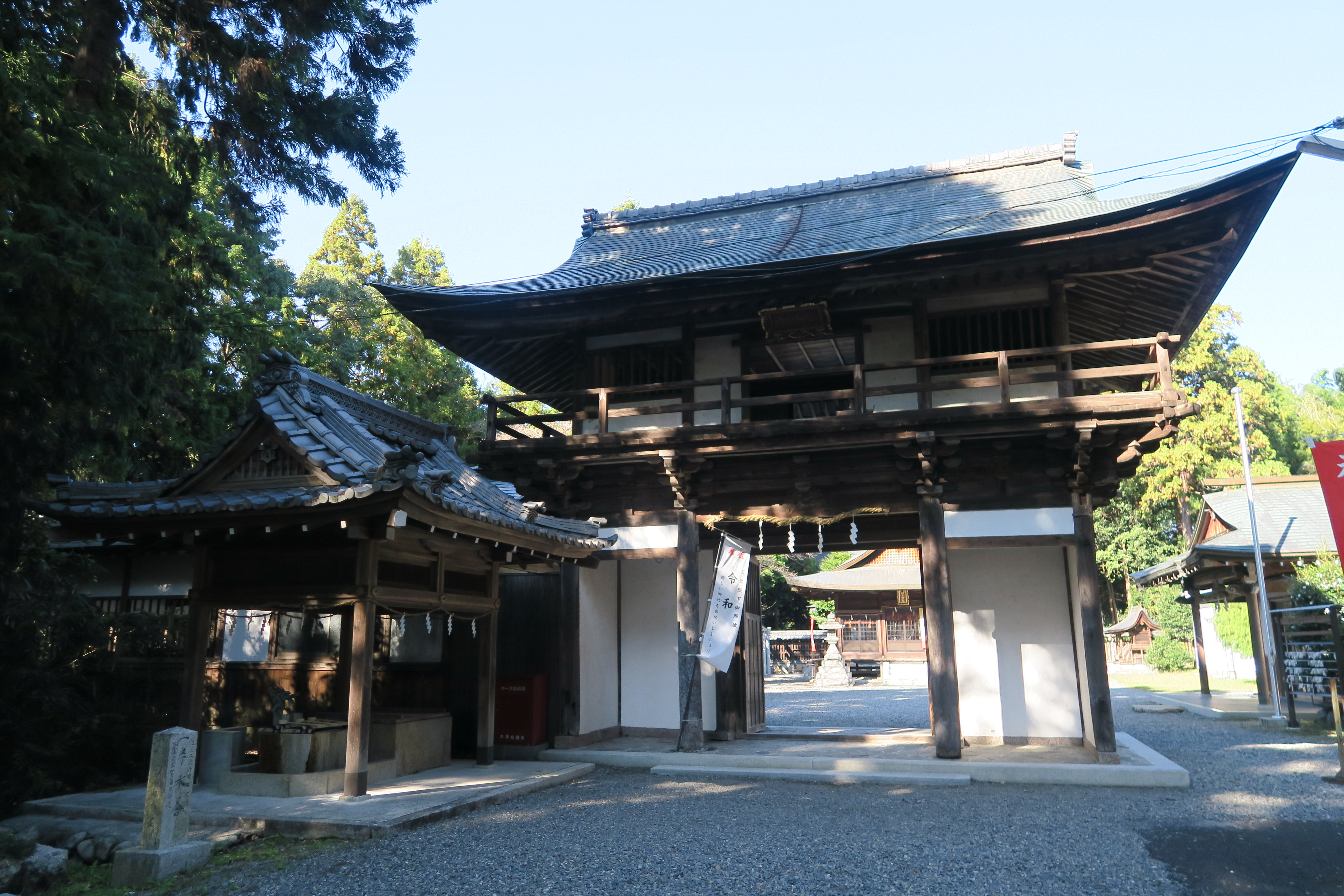
楼門
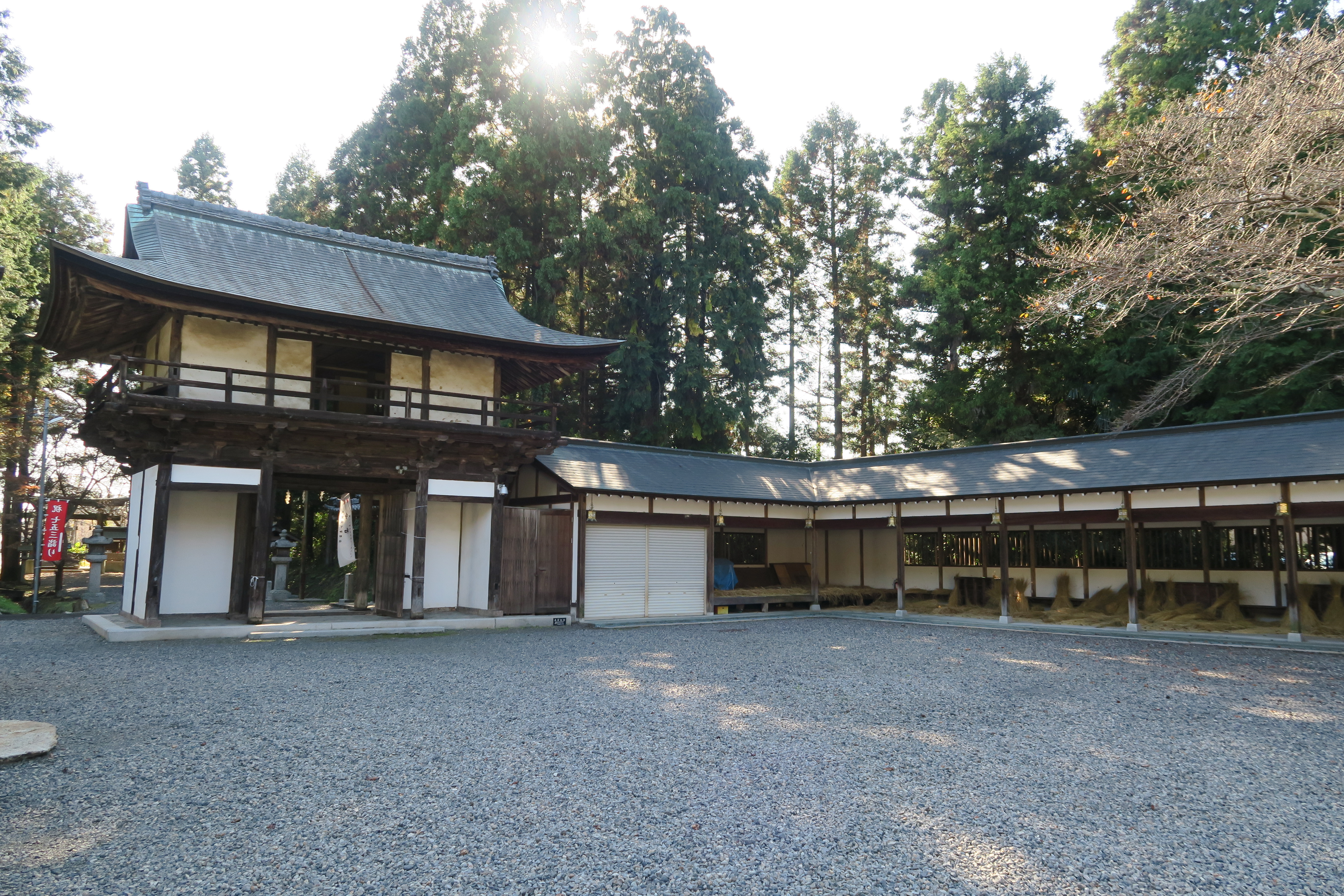
楼門と回廊
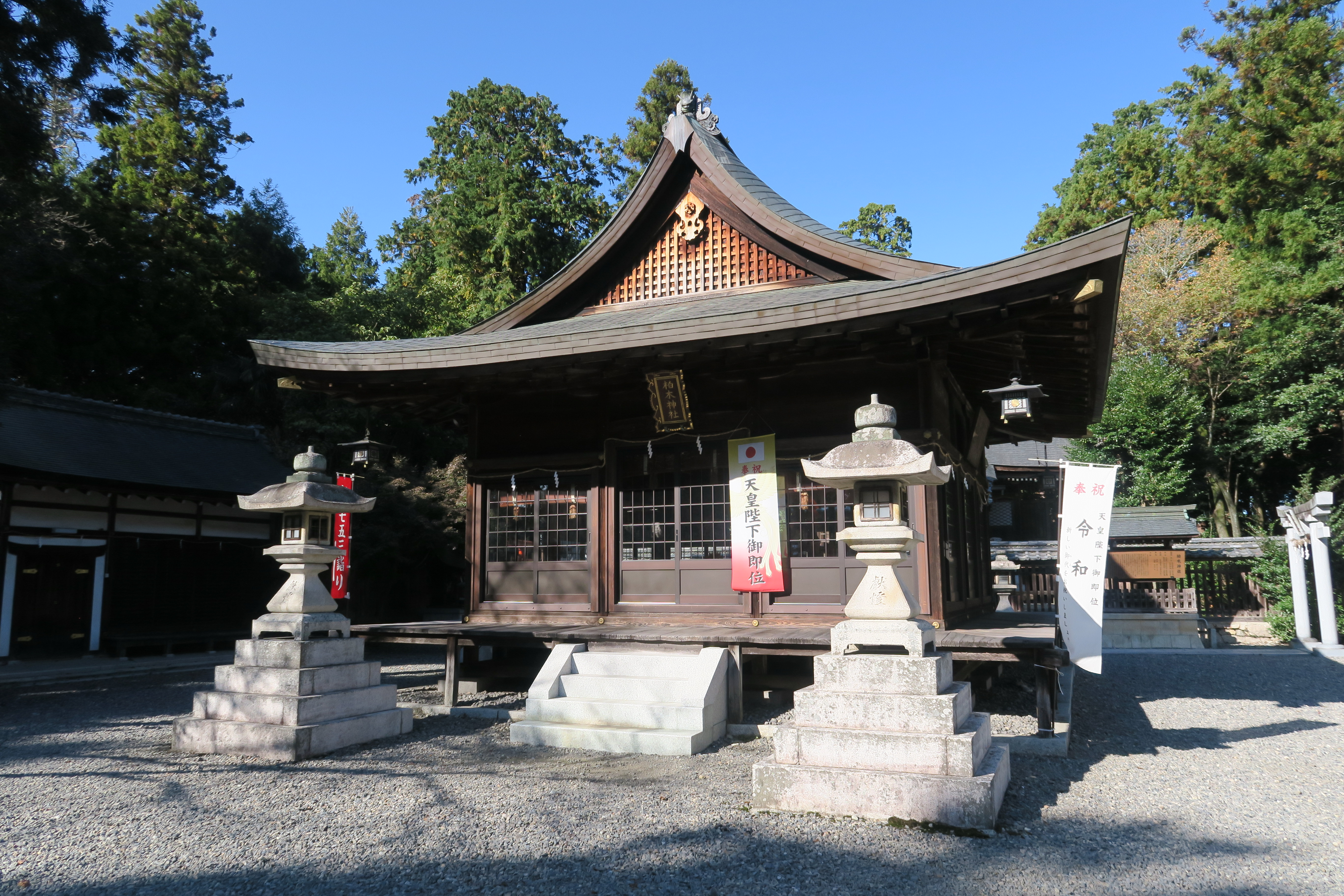
拝殿
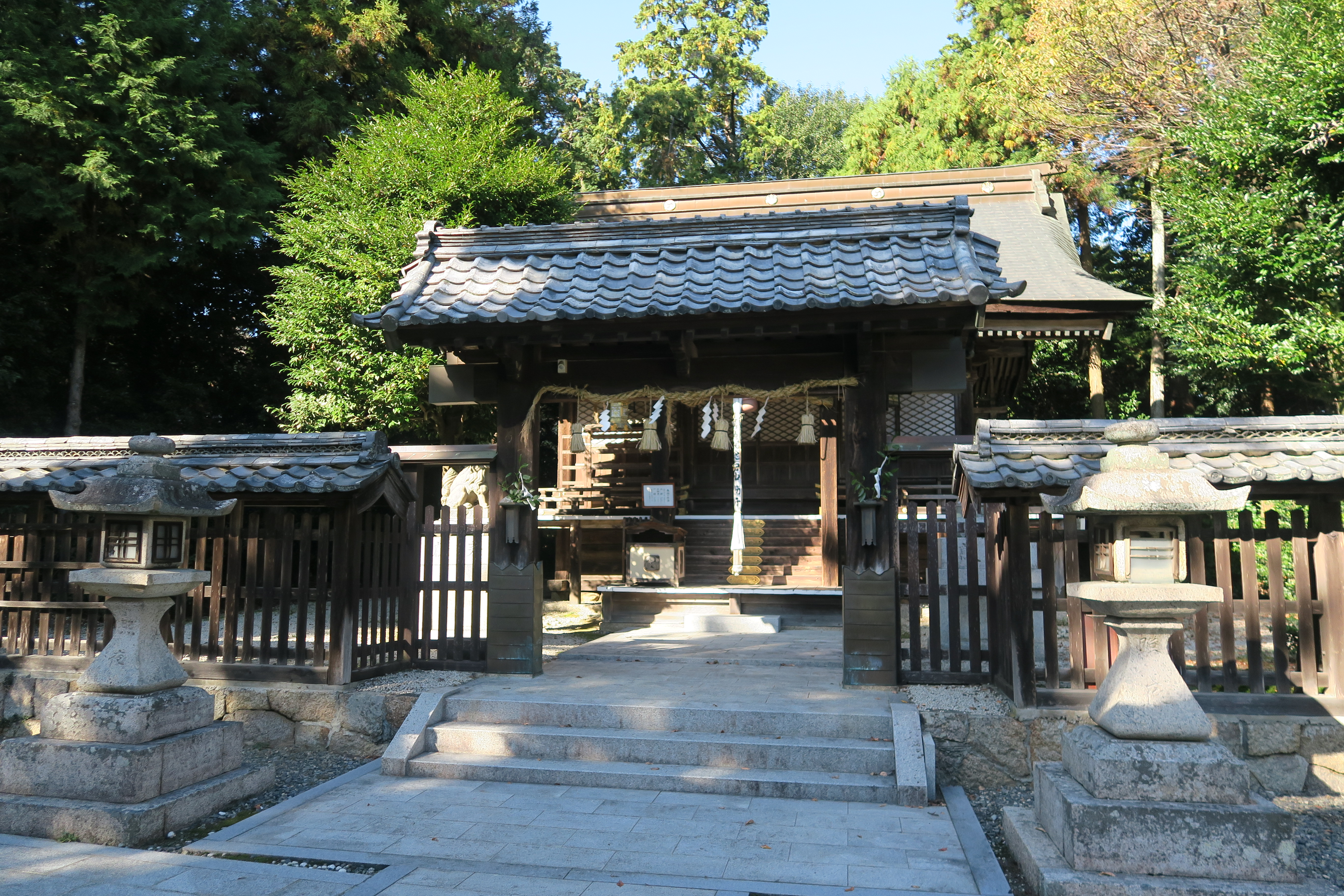
本殿
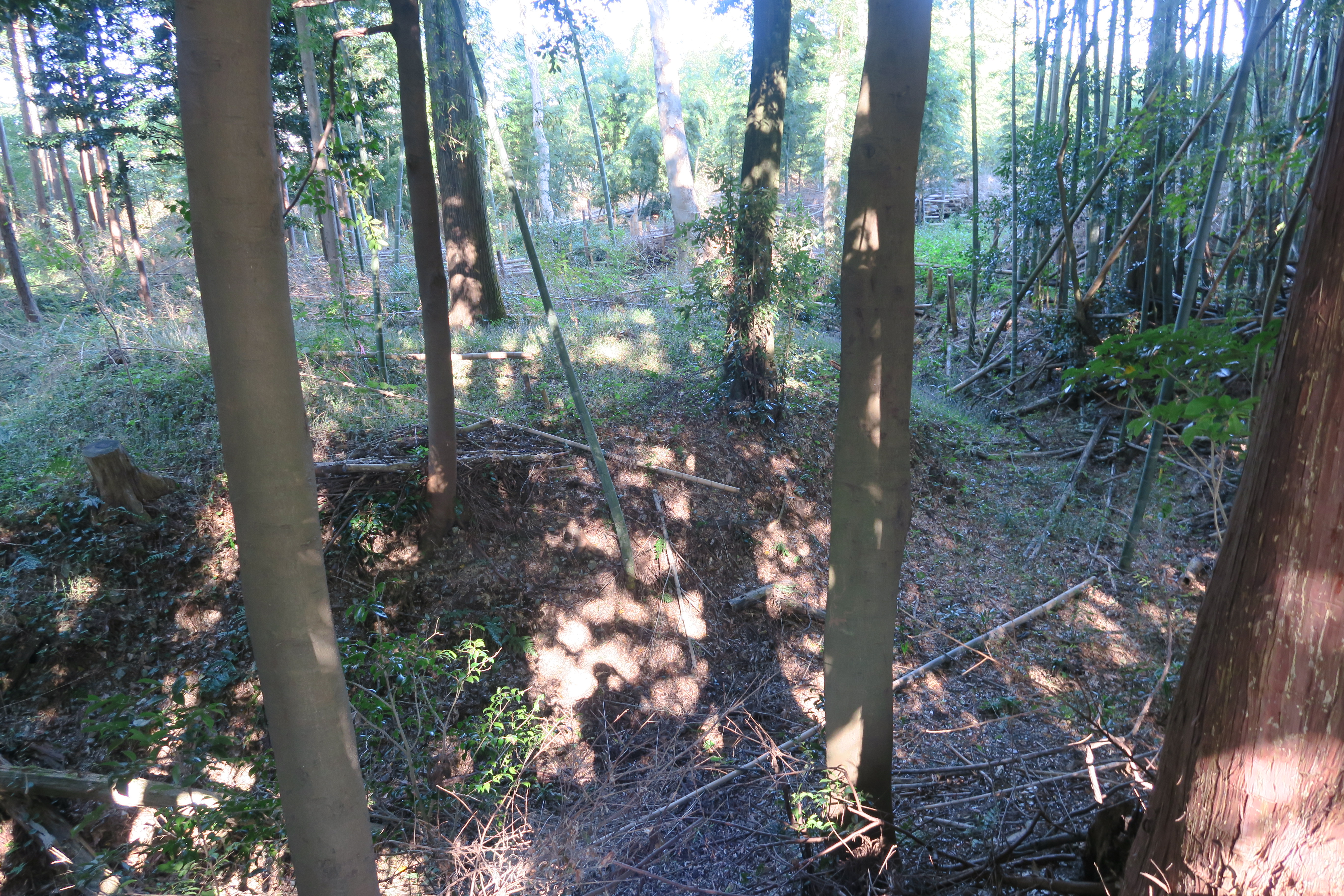
土塁

## 文化財

### 滋賀県指定有形文化財
- 絹本著色不動明王二童子像 - 鎌倉時代の作[2]。

### その他
- 起請文 - 大永14年（1534年）。
- 火矢・連歌・詩歌近江八景 - 飛鳥井氏。